# Thuyền bay

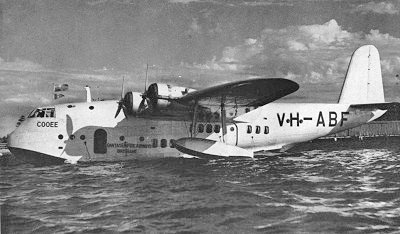
Tàu bay loại 'C' Short S23 hay 'Empire'

Thuyền bay là một loại thủy phi cơ đặc biệt được thiết kế để có thể cất và hạ cánh trên mặt nước, dùng thân chính của phi cơ để nổi trên mặt nước. Phi cơ như thế đôi khi được giữ thăng bằng trên mặt nước bằng các trái nổi ở dưới hai bên cánh hoặc những vật thể nổi giống như cánh gắn vào thân phi cơ. Phi cơ loại này sử dụng thân của chính mình để tạo lực nổi chính và vì thế như tên gọi của nó, tàu bay khác biệt với một loại thủy phi cơ khác, phi cơ đáp trên mặt nước (floatplane). Loại phi cơ này sử dụng một hoặc nhiều trái nổi gắn dưới thân hoặc cánh để giữ thân của nó không chạm mặt nước.
Có nhiều tàu bay là trong số các phi cơ lớn nhất vào nữa đầu thế kỷ 20. Khả năng của chúng đáp trên mặt nước cho phép chúng tự do không bị hạn chế vì thiếu phi đạo lớn trên mặt đất, và cũng giúp chúng trở nên quan trọng trong việc tuần tra biển và cấp cứu trên biển. Chính vì khả năng đó mà chúng đã được sử dụng nhiều trong Chiến tranh thế giới thứ hai. Sau Chiến tranh thế giới thứ hai, việc sử dụng chúng càng trở nên ít dần. Nhiều vai trò khi trước của chúng bị các loại phi cơ mặt đất vượt qua.
Trong thế kỷ 21, các tàu bay vẫn còn một chút thực dụng thích hợp, ví dụ như được dùng để đổ nước dập tắt các đám cháy rừng và vận tải hàng không quanh các quần đảo.

## Hình ảnh

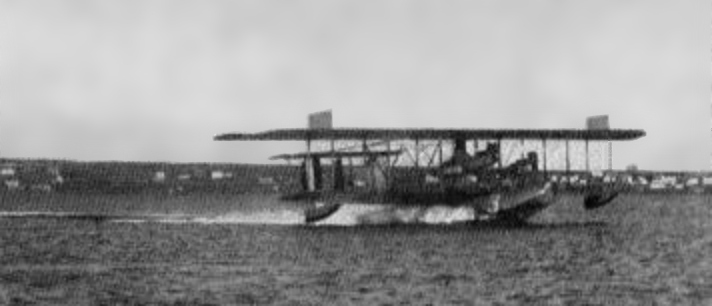
Tàu bay "NC-3" lướt trên mặt nước trước khi cất cánh, 1919.
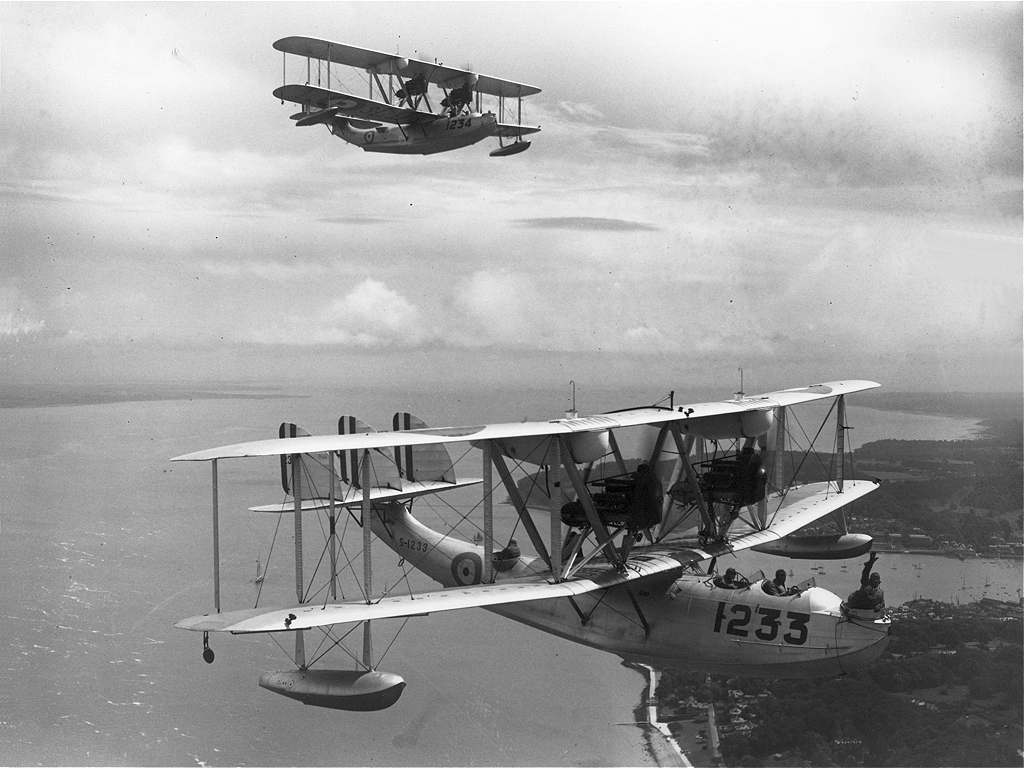
Supermarine Southampton
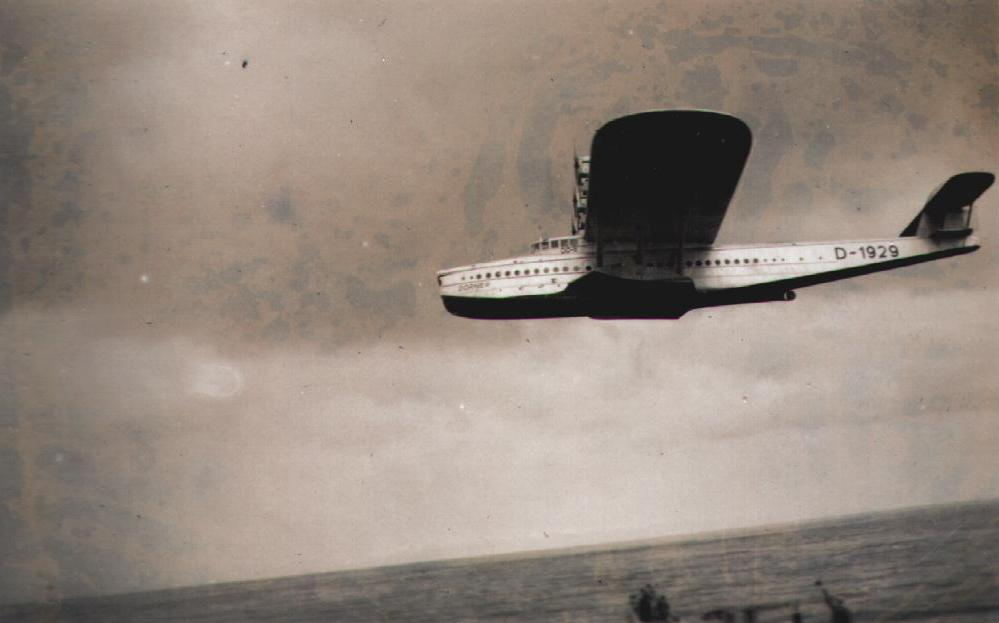
Dornier Do-X bay ngang một thị trấn cảng vùng Baltic, 1930
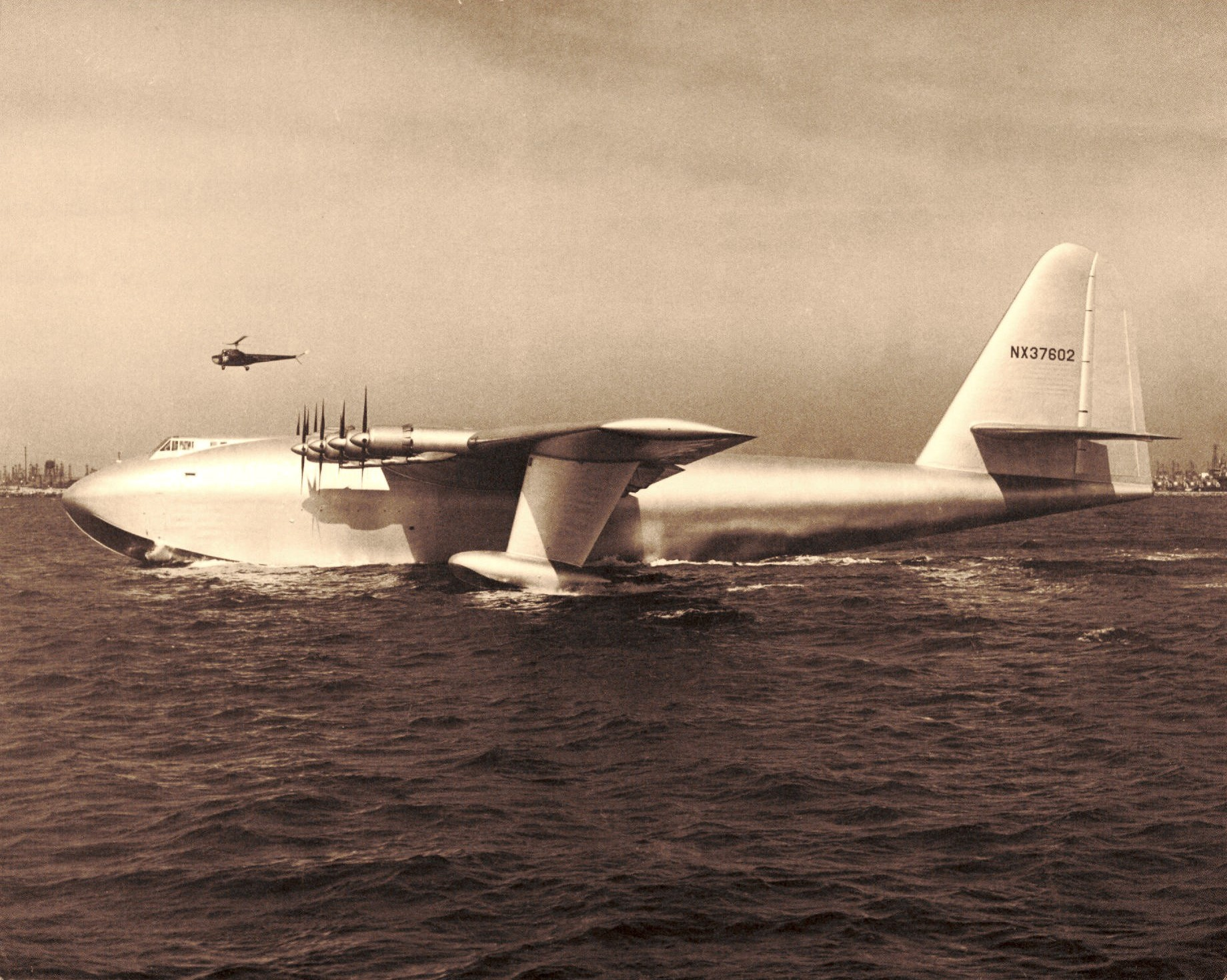
Hughes H-4 Hercules
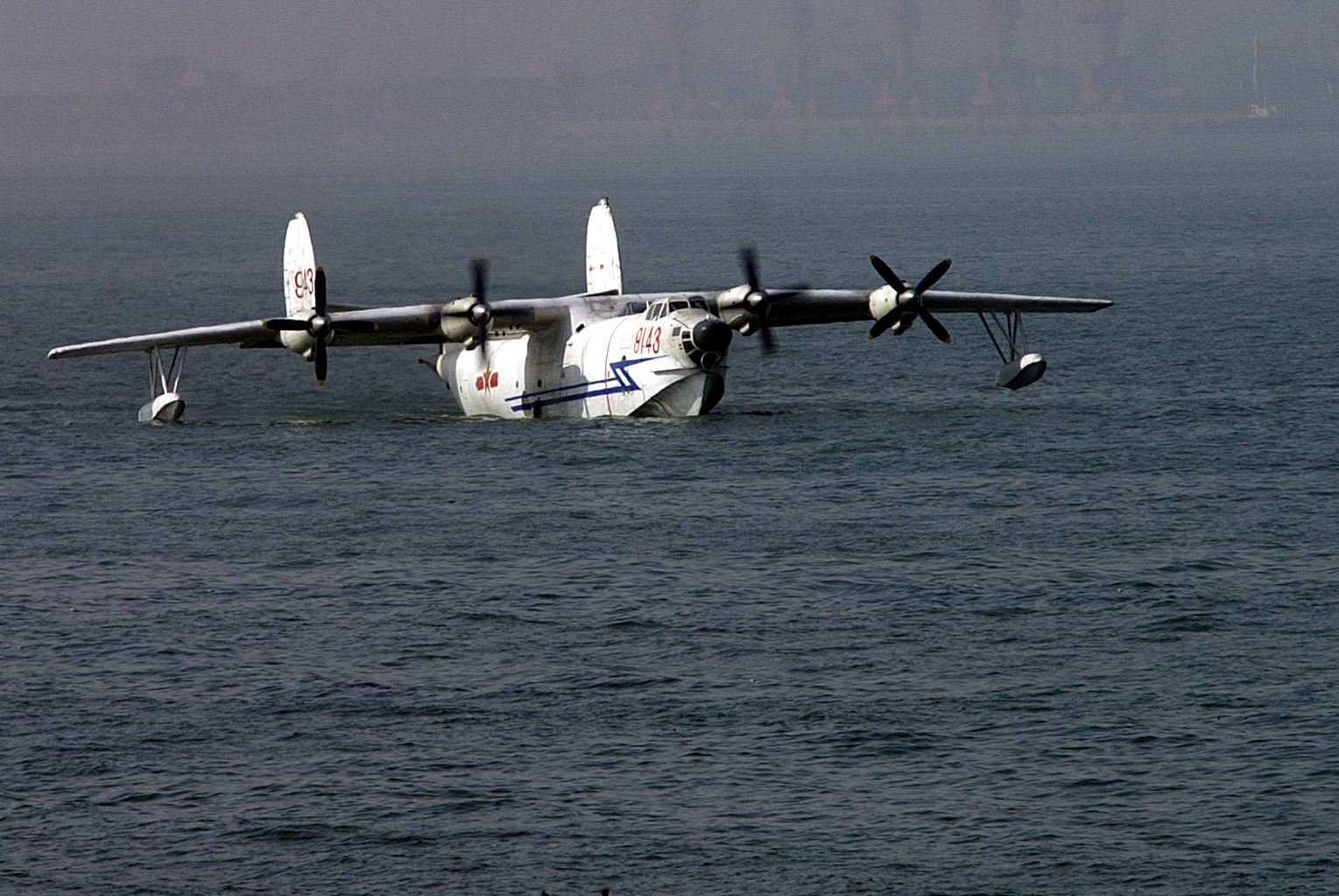
Harbin SH-5 của Trung Quốc
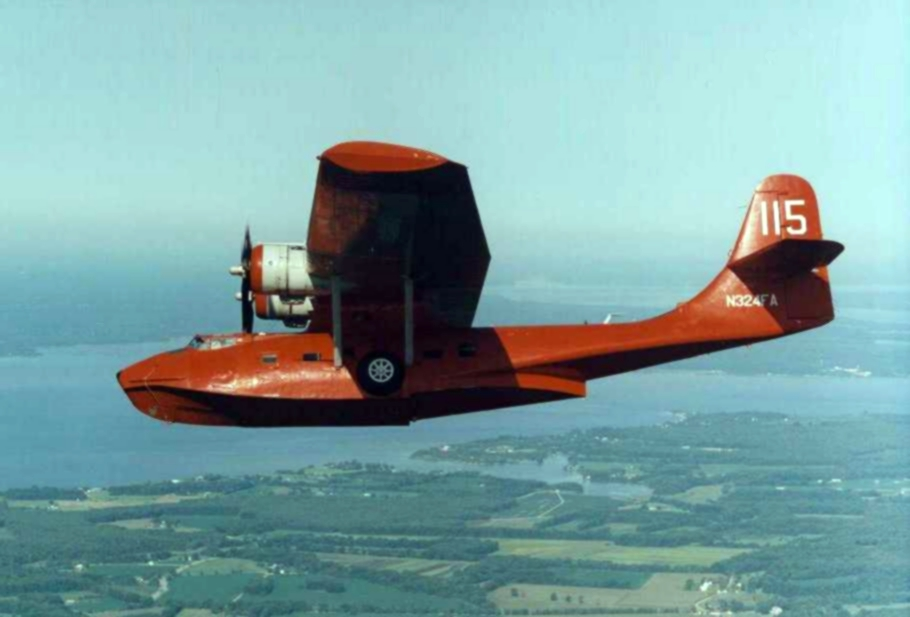
PBY Catalina của Hoa Kỳ phục vụ chữa cháy
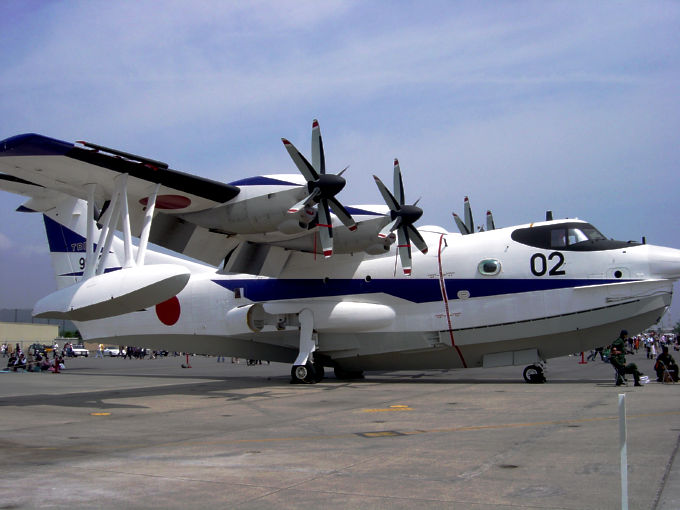
ShinMaywa US-2 của Nhật Bản